# Strada di Ledo
| Shingbwiyang | 103 |
| Warazup      | 189 |
| Myitkyina    | 268 |
| Bhamo        | 372 |
| Wanting      | 507 |

| Lungling | 560 |
| Paoshan  | 652 |
| Yungping | 755 |
| Yunnanyi | 876 |
| Tsuyung  | 959 |

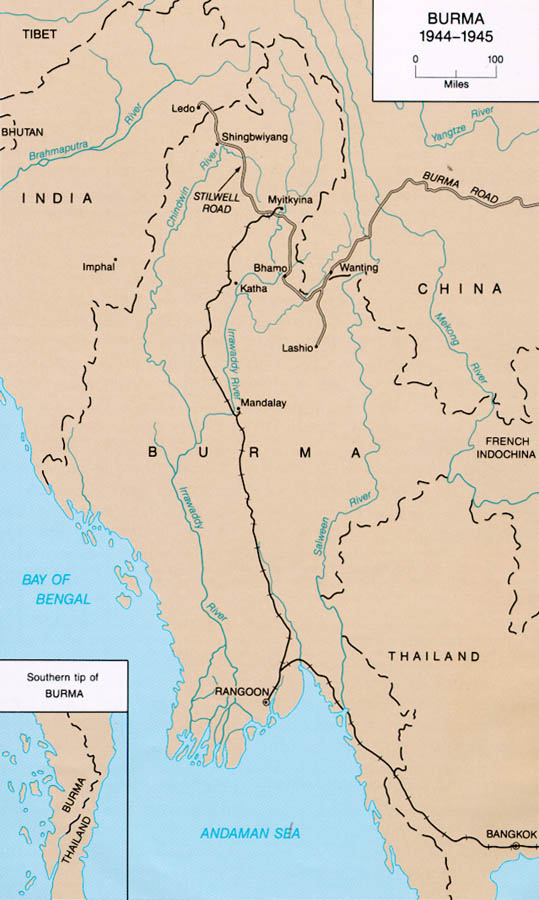
Mappa della Strada di Ledo e della Strada della Birmania nel 1944.

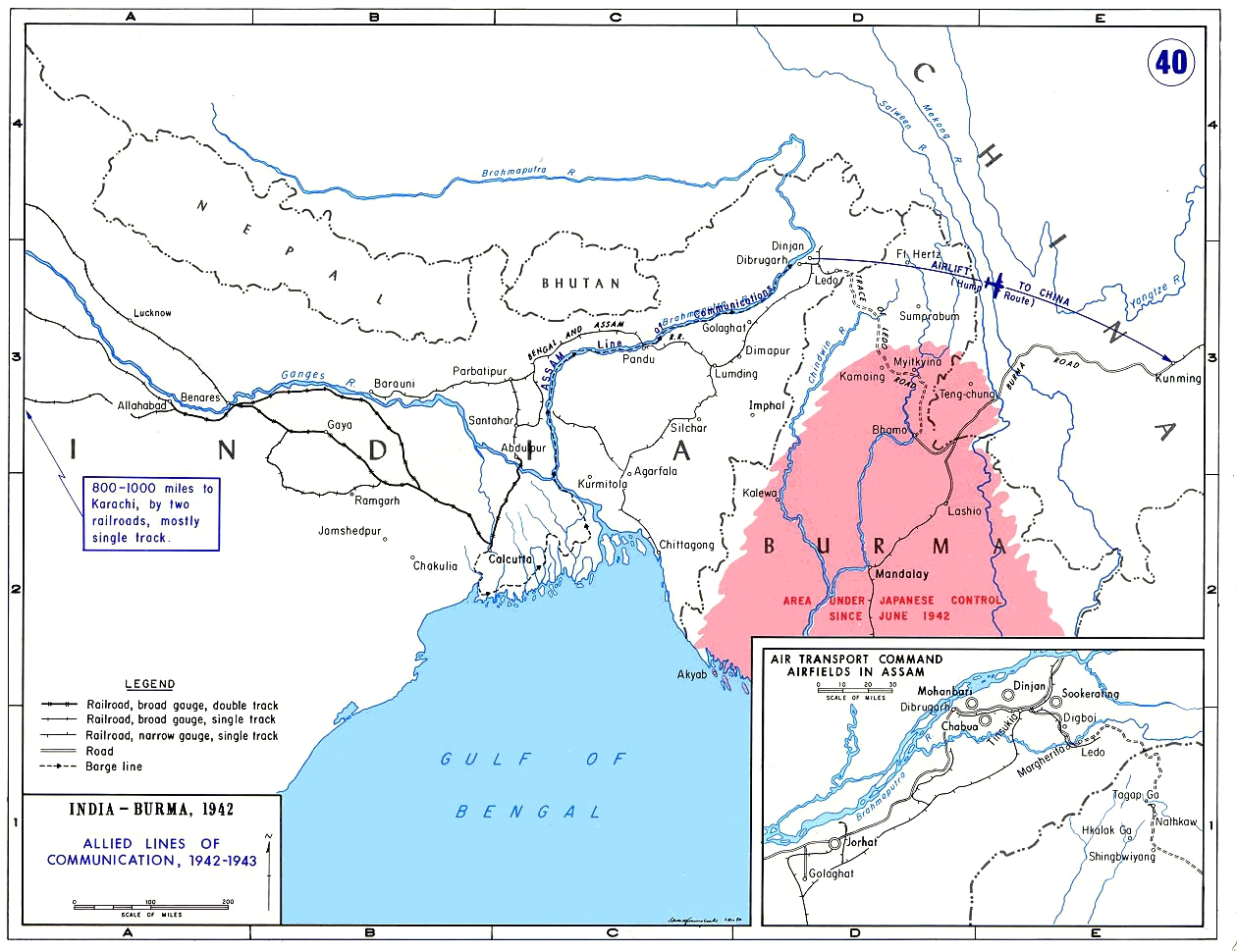
Strade di comunicazione Alleate nell'Asia Sudorientale (1942–43).

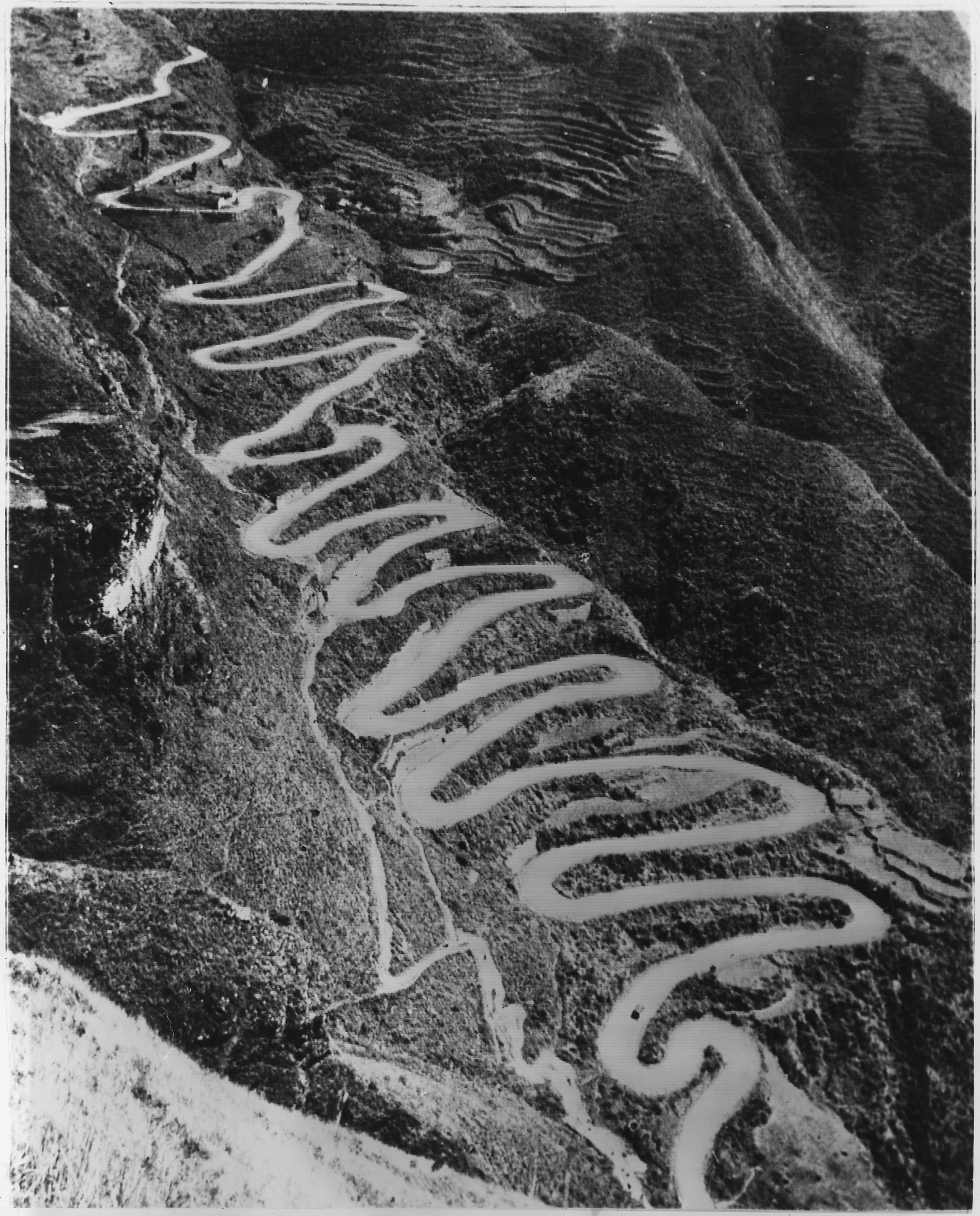
Tratto della Strada di Ledo.

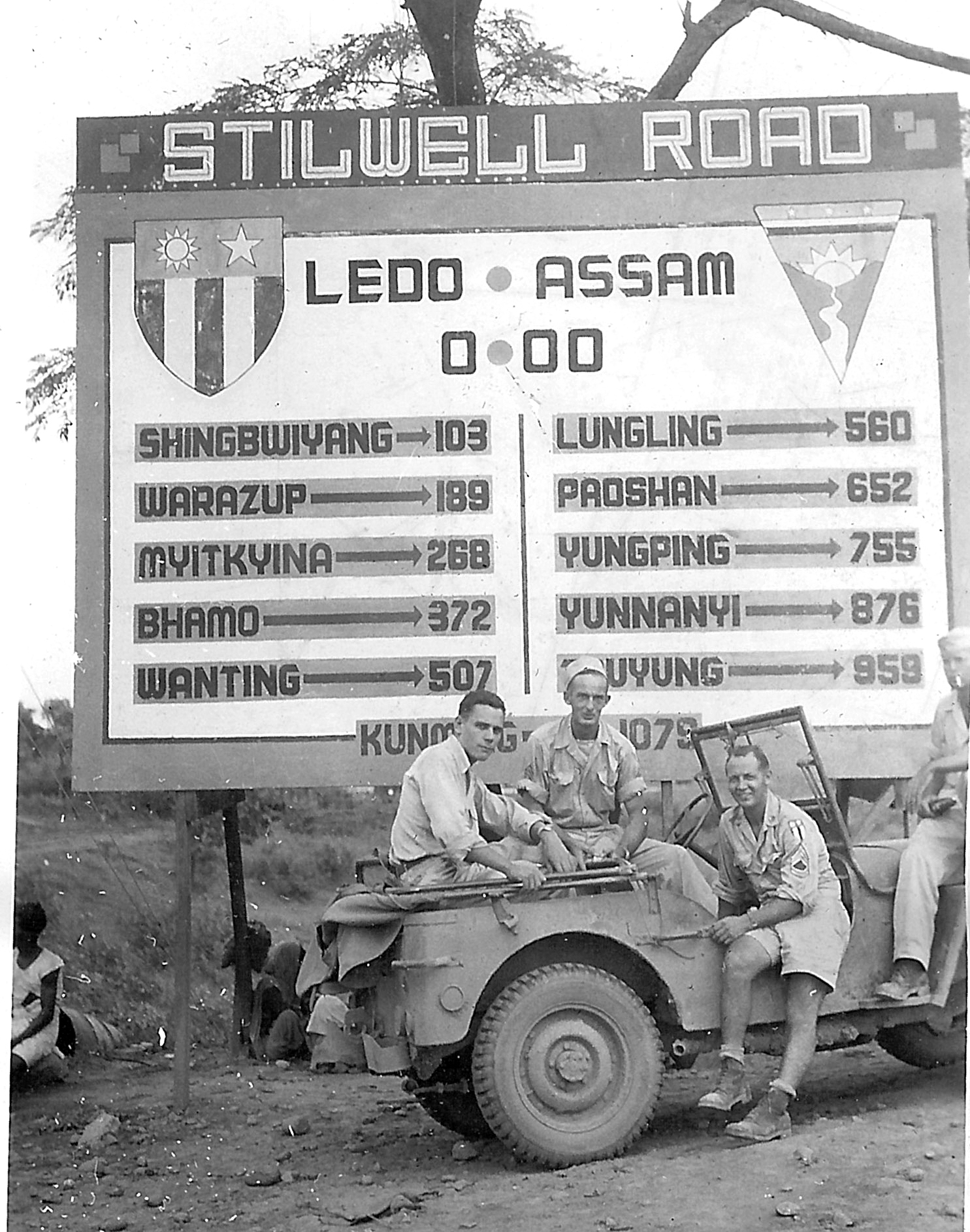
All'inizio della strada c'era questo segnale con le distanze in miglia (foto del 1945 circa):

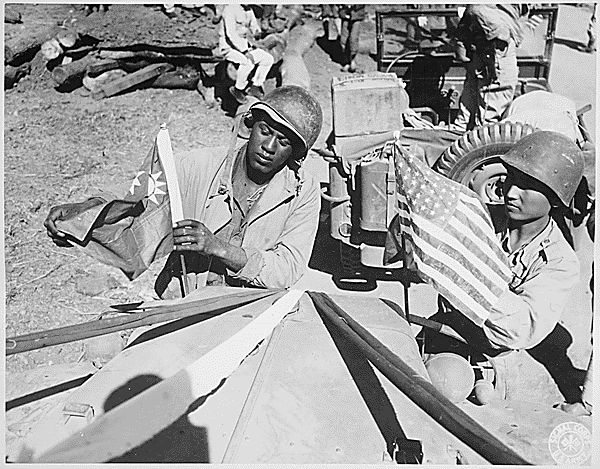
Un soldato statunitense e uno cinese fissano la bandiera dell'alleato sulla parte anteriore della loro jeep poco prima che il primo convoglio di autocarri in quasi tre anni attraversasse il confine con la Cina via terra da Ledo, in India, a Kunming, in Cina, lungo Stilwell Road nel 1945.

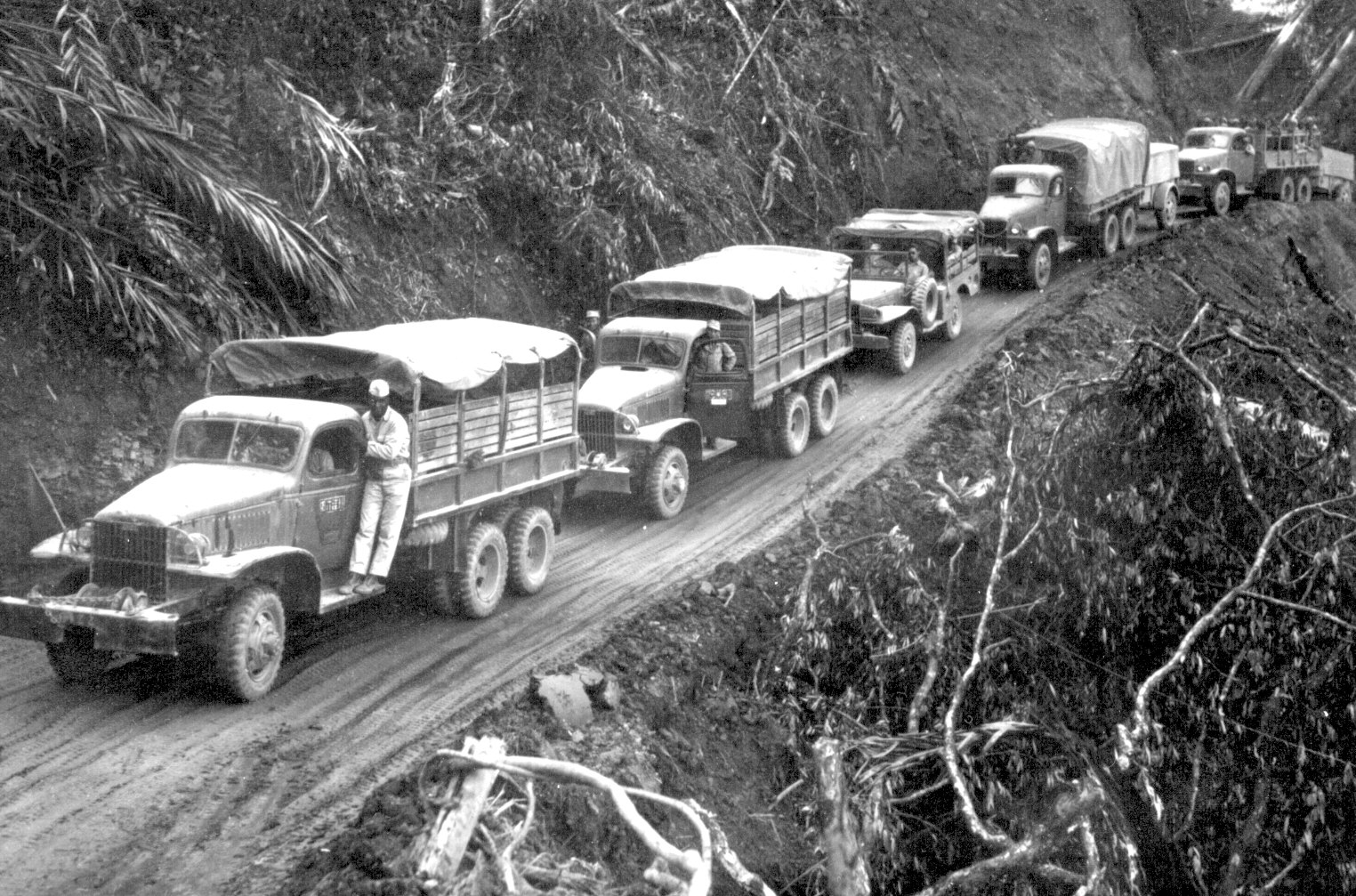
"I camion dell'esercito degli Stati Uniti si snodano lungo il fianco della montagna lungo la strada di rifornimento di Ledo ora aperta dall'India alla Birmania ..."

La Strada di Ledo era un collegamento stradale terrestre tra India (Ledo, piccola città dello stato indiano di Assam) e Cina (Kunming, capitale della provincia cinese dello Yunnan), attraverso le città birmane di Shingbwiyang, Myitkyina e Bhamo nello stato di Kachin, costruito durante la seconda guerra mondiale per consentire agli Alleati di rifornire la Cina, supportandola nello sforzo bellico contro il Giappone. Divenne una necessaria alternativa alla Burma Road dopo che essa fu resa inutilizzabile dai giapponesi nel 1942. Fu ribattezzata Stilwell Road all'inizio del 1945, dal nome del generale dell'Esercito degli Stati Uniti Joseph Stilwell. 
Nel XIX secolo, i costruttori ferroviari inglesi avevano ispezionato il Passo Pangsau, a 1.136 m di quota, sul confine tra India e Birmania, sulla cresta Patkai, tra le città di Nampong, nello stato indiano di Arunachal Pradesh, e Ledo, concludendo si poteva raggiungere la Birmania e scendere lungo la Hukawng Valley. Anche se l'idea non ebbe seguito, i britannici la tennero in considerazione per una strada dall'Assam al nord della Birmania. Gli ingegneri britannici avevano esaminato le prime 80 miglia del percorso, e dopo che gli inglesi furono respinti dalla maggior parte della Birmania dai giapponesi, la costruzione di questa strada divenne una priorità per gli Stati Uniti. Dopo che Rangoon fu conquistata dai giapponesi e prima che la strada di Ledo fosse finita, la maggior parte delle forniture ai cinesi infatti dovevano essere trasportate tramite ponte aereo (noto come the Hump) sull'estremità orientale delle montagne dell'Himalaya.
Dei 1.726 km complessivi, 61 sono in India, 1.033 in Birmania e 632 in Cina.
Dopo la guerra, la strada cadde in disuso. Nel 2010, la BBC ha riferito che "gran parte della strada è stata inghiottita dalla giungla".

## Costruzione
Il 1º dicembre 1942, il generale britannico Sir Archibald Wavell, comandante supremo in Estremo Oriente, concordò con il generale americano Stilwell di trasformare Ledo Road in un'operazione della NCAC americana. La Strada di Ledo doveva essere la principale via di rifornimento per la Cina ed è stata costruita sotto la direzione del generale Stilwell dalla ferrovia di Ledo fino all'incrocio di Mong-Yu dove si univa alla Burma Road. Da lì i camion potevano proseguire fino a Wanting sulla frontiera cinese, in modo che le forniture potessero essere consegnate al punto di accoglienza a Kunming, in Cina. Stilwell stimava che la nuova strada avrebbe permesso di trasportare 65.000 tonnellate di rifornimenti al mese, superando di molto il tonnellaggio del ponte aereo in Cina, mentre il generale Claire Lee Chennault, comandante della Quattordicesima aeronautica USAAF, pensava che i valori previsti fossero eccessivamente ottimisti e dubitava che una rete di sentieri così estesa attraverso la giungla potesse mai eguagliare la quantità di rifornimenti che potevano essere consegnati con moderni aerei da trasporto merci.
La strada fu costruita da 15.000 soldati statunitensi (il 60% dei quali afro-americani) e da 35.000 lavoratori locali con un costo stimato di 150 milioni di dollari (equivalenti a 2 miliardi $ del 2017). Ma il prezzo fu anche di oltre 1.100 americani che morirono durante la costruzione, in aggiunta a molti lavoratori locali, motivo per cui il costo umano della strada di 1079 miglia era talvolta chiamato "A Man A Mile". Poiché la maggior parte della Birmania era in mani giapponesi, non fu possibile acquisire informazioni sulla topografia, sul suolo e sull'idrografia prima dell'inizio della costruzione. Questa informazione dovette essere acquisita durante la costruzione della strada stessa.
I lavori da Ledo nel dicembre 1942 per un primo tratto di 166 km, seguendo un ripido e stretto sentiero attraverso il Patkai fino al Passo Pangsau, per poi scendere a Shingbwiyang, in Birmania. Si raggiunsero i 1.400 m di quota, e la strada richiedeva spostamenti di terra al ritmo di 1.800 metri cubi per chilometro. Questo tratto si caratterizzava da pendenze ripide, curve a gomito e strapiombi fino a 60 m, il tutto circondato da una fitta foresta pluviale. Il primo bulldozer raggiunse Shingbwiyang il 27 dicembre 1943, tre giorni prima del previsto.
Prima che la strada di Ledo raggiungesse Shingbwiyang, le truppe alleate (la maggior parte delle quali erano divisioni cinesi addestrate dagli americani della X Force)  impegnate nell'attacco alla 18ª divisione giapponese, che difendeva la zona settentrionale della Birmania, erano totalmente dipendenti da rifornimenti effettuati sopra la Patkai Range. Quando i giapponesi furono costretti a ritirarsi verso sud, la strada di Ledo fu estesa. Ciò fu reso molto più facile dopo Shingbwiyang dalla presenza di una strada costruita dai giapponesi, che la strada di Ledo generalmente seguì. Si aggiunsero due linee di tubazioni da 10 cm di diametro, posate affiancate, in modo da alimentare di carburante i veicoli senza che esso dovesse essere trasportato lungo la strada.
Dopo Shingbwiyang, seguirono altri tratti fino a Bhamo, a 600 km da Ledo. A quel punto la strada si congiunse a Wandingzhen, nello Yunnan, in Cina, ad un tratto della vecchia strada della Birmania, ancora percorribile, tra Namkham (558 km da Ledo) e Mong-Yu (748 km da Ledo), per raggiungere il quale la strada dovette superare 10 fiumi principali e 155 corsi d'acqua secondari, con una media di un ponte ogni 4,5 km.
Se si fosse proseguito verso sud, dopo 160 km si raggiungeva Lashio, attraverso la Birmania occupata dai giapponesi. Se invece si procedeva verso nord per 100 km, si raggiungeva Wanting, appena oltre il confine tra Cina e Birmania. Verso la fine del 1944, la strada non raggiungeva ancora la Cina; nello stesso periodo, grazie all'arrivo di aerei da trasporto più moderni, le quantità trasportate via aereo erano molto aumentate.
Alla fine del 1944, due anni dopo l'inizio della costruzione, si terminò la strada, anche se alcuni tratti nella zona di Myitkyina nella valle di Hukawng, erano da ripristinare a causa delle forti piogge monsoniche. Il 12 gennaio 1945, il primo convoglio di 113 veicoli, guidato dal generale Pick, partì da Ledo; raggiunsero Kunming, in Cina, percorrendo 1.736 km, il 4 febbraio 1945. Nei sei mesi successivi alla sua apertura, 26.000 camion trasportarono 129.000 tonnellate di rifornimenti dall'India alla Cina.
Come aveva predetto il generale Chennault, le forniture trasportate lungo la strada di Ledo non si avvicinarono mai alle quantità trasportate in Cina attraverso il ponte aereo, di cui la strada, tuttavia, era il complemento. La conquista della pista di atterraggio di Myitkyina permise al Comando di trasporto aereo di volare su una rotta più meridionale senza paura dei combattenti giapponesi, accorciando così il viaggio di Hump, e permettendo di aumentare il trasporto mensile (già cresciuto dalle 5.500 t del luglio 1943 alle 18.000 t del giugno 1944) a 39.000 t nel novembre 1944 quindi fino a 71.000 t nel luglio 1945, ultimo mese intero prima della fine della guerra, rispetto alle sole 6.000 tonnellate che utilizzavano la Strada di Ledo; l'operazione di trasporto aereo alla fine della guerra aveva trasportato complessivamente 650.000 t contro le 147.000 t della strada di Ledo. Quando le forniture di tempo scorrevano su Ledo Road in grandi quantità, le operazioni in altri teatri avevano segnato il corso della guerra contro il Giappone.
Sorvolando la valle di Hukawng durante un monsone, Mountbatten chiese al suo staff il nome del fiume sotto di loro. Un ufficiale americano rispose: "That's not a river, it's the Ledo Road".

## Dopo la Seconda Guerra Mondiale
Dopo che la liberazione della Birmania, la strada gradualmente cadde in rovina. Nel 1955 l'Oxford-Cambridge Overland Expedition andò da Londra a Singapore e ritorno. Seguirono la strada di Ledo a Myitkyina e oltre (ma non in Cina). Il libro scritto su questa spedizione da Tim Slessor (1957), riferisce che i ponti del tratto tra il passo Pangsau e Shingbwiyang erano crollati. Nel febbraio del 1958 la spedizione di Eric Edis e del suo team utilizzò anche la strada di Ledo da Myitkyina verso Rangoon. Nel suo libro su questa spedizione, Edis (2008) riferisce di aver rimosso un cartello giallo di confine tra India e Birmania e di averlo donato all'Imperial War Museum di Londra. Per molti anni, in particolare tra il 1962 e la metà degli anni Novanta, i viaggi in questa regione sono stati limitati anche dal governo indiano, a causa dei continui scontri tra insorti (che cercavano rifugio in Birmania) e le forze armate indiane.
Da quando le relazioni tra India e Myanmar sono migliorate, è aumentato il turismo nella zona del Passo Pangsau. Attualmente il tratto Nampong-Pangsau è percorribile solo con veicoli fuoristrada, mentre il tratto birmano è aperto al traffico veicolare. Donovan Webster raggiunse Shingbwiyang nel 2001 e lo stesso fecero, a metà del 2005, i veterani della Burma Star Association.
Il passaggio attraverso il passo Pangsau fino a Nampong, in India, è consentito per ragioni commerciali alle popolazioni locali, nonostante la presenza di ribelli da entrambe le parti. Per gli occidentali, invece, il confine è ufficialmente chiuso per entrambi i paesi.

## Stato attuale

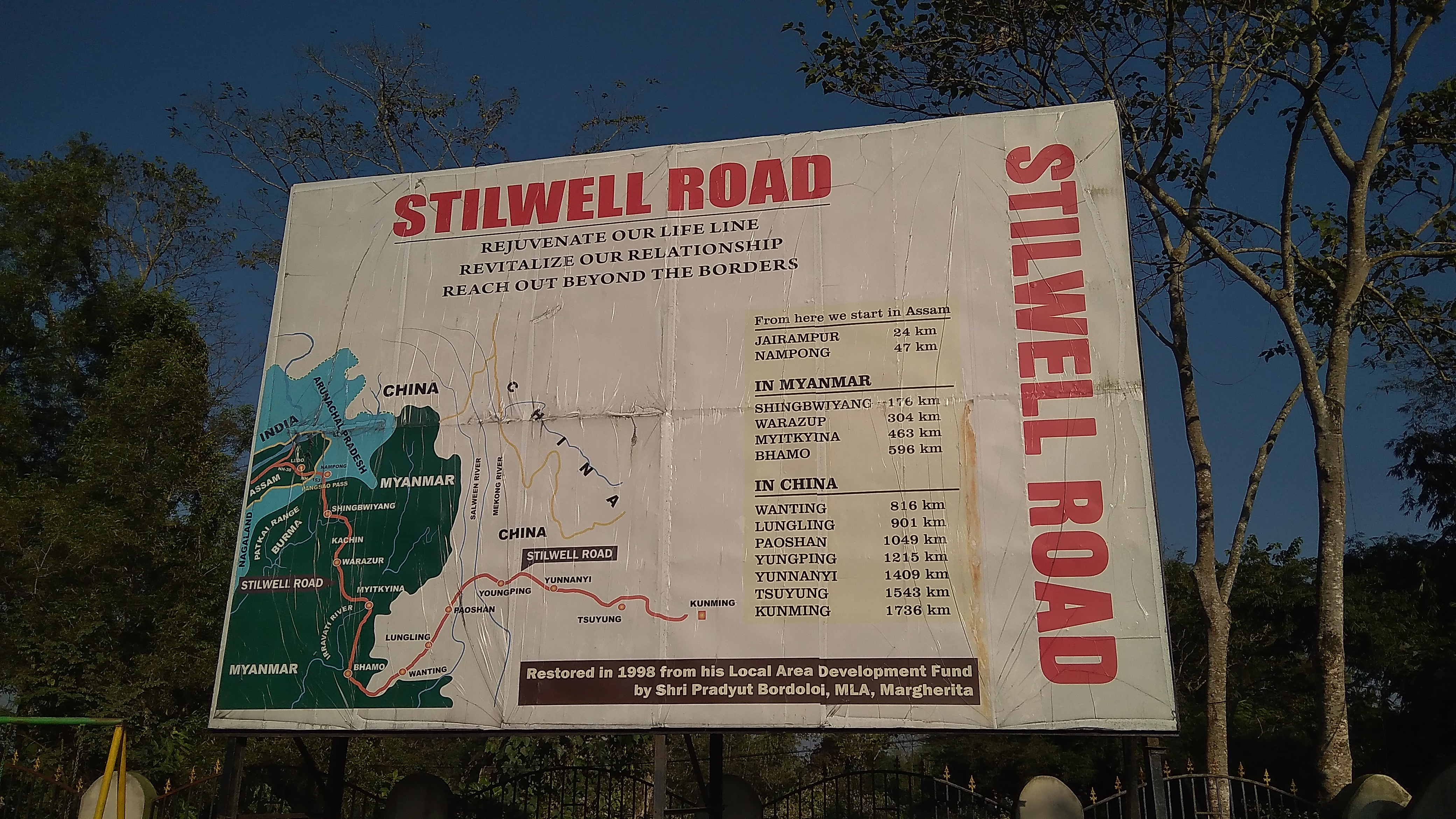
Cartellone all'inizio della Strada di Ledo.

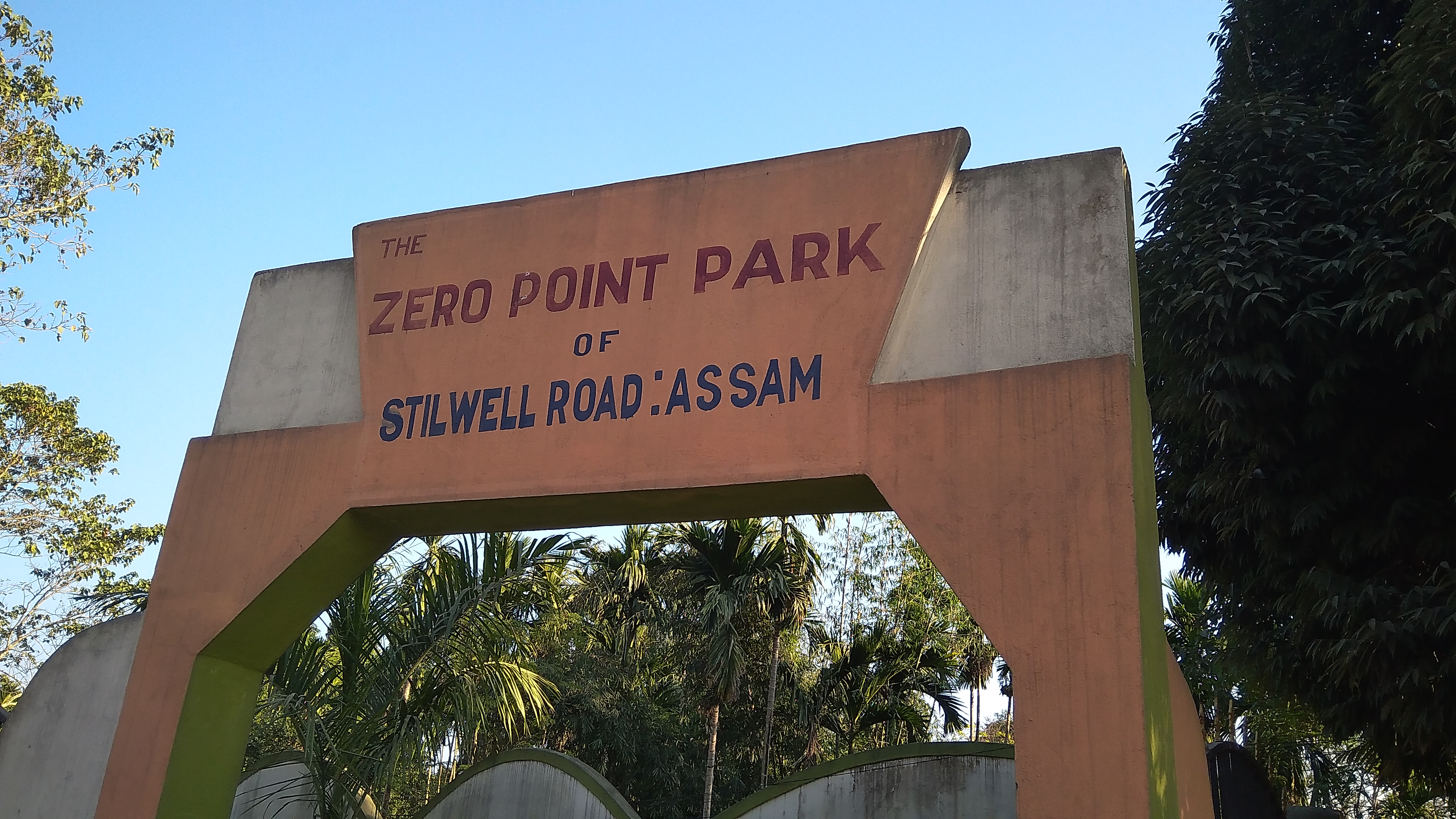
Inizio della Strada di Ledo.

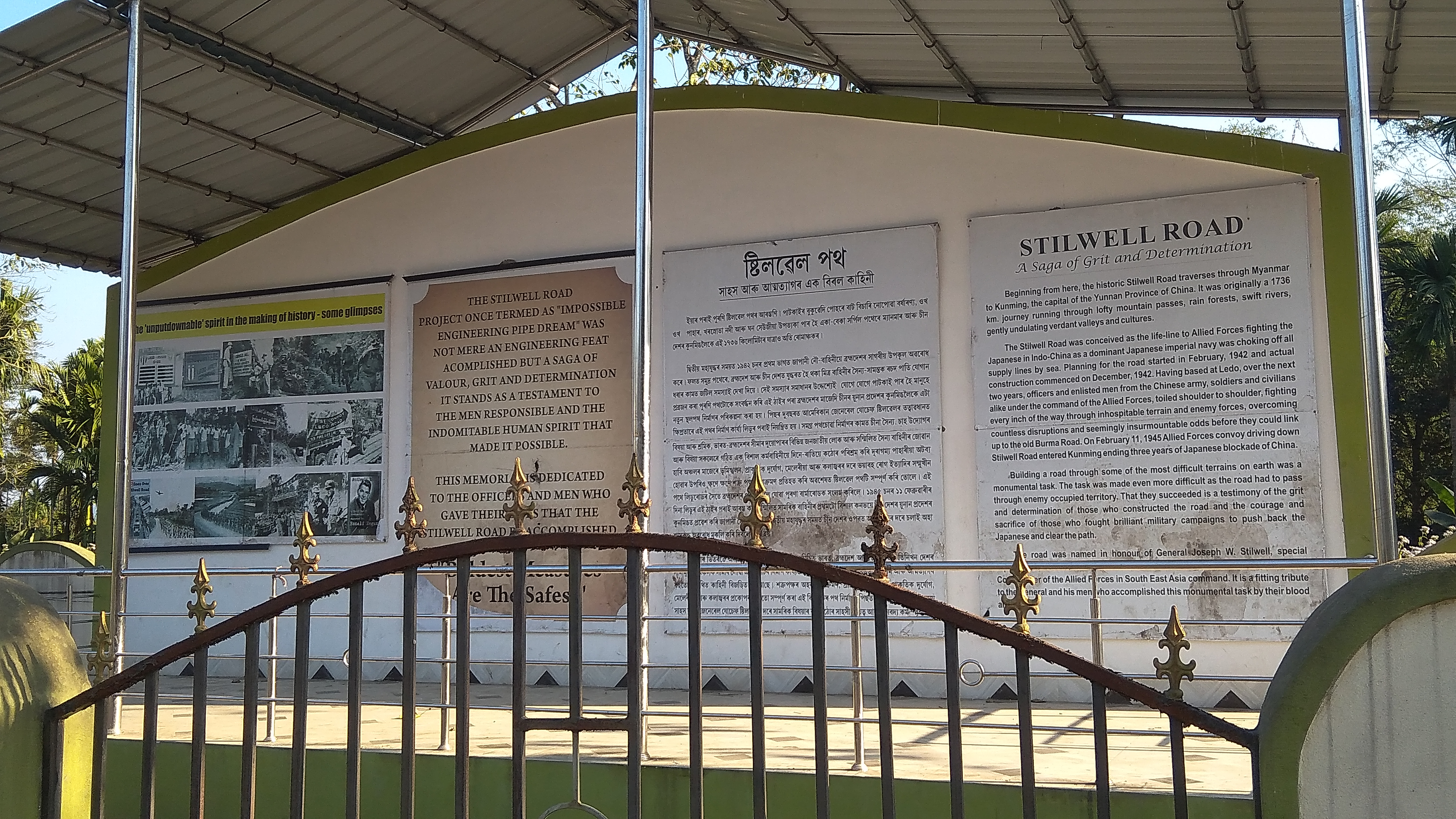
Recente memoriale alla Strada di Ledo.

Negli ultimi anni, il governo birmano si è concentrato sulla ricostruzione della strada di Ledo come alternativa alla già esistente Lashio-Kunming. Il governo cinese ha completato la costruzione del tratto Myitkyina-Kambaiti nel 2007 e la Yuzana Company di Rangoon ha iniziato a costruire il tratto tra Myitkyina e Tanai. Il governo indiano, tuttavia, teme che la strada possa essere utile ai militanti nell'India nord-orientale che hanno nascondigli in Myanmar.
Nel 2010 la BBC descrisse la strada come in gran parte inghiottita dalla giungla e a malapena percorribile a piedi, oltre che pericolosa per la presenza di ribelli etnici birmani e indiani nell'area, tranne che nel tratto da Myitkyina al confine cinese e alla breve sezione indiana, che sono invece percorribili.
Ancora nel 2015, la Ledo Road non era percorribile a causa di restrizioni alle frontiere. Secondo un corrispondente della BBC, nello stesso anno il tratto tra il villaggio cinese di Namyun e il passo Pangsau in Birmania era una pista fangosa attraverso la giungla.